# Karate klub Knez Domagoj
KK Knez Domagoj je karate klub iz Metkovića.
Početak rada kluba je 1. siječnja 2007., a nastao je izdvajanjem iz Karate kluba Metković. Osnivač, voditelj i trener je Mijo Volarević. Slogan kluba je "Mali klub velikih rezultata".
Trenutno broje oko 30 članova.
Sudjeluju na mnogim natjecanjima, a najvrijednija medalja je osvojena na Prvenstvu Hrvatske u Rijeci 29. ožujka 2008. U borbama za mlađe uzraste, u kategoriji djevojčica - 32 kg, Martina Manenica je osvojila brončanu medalju. Zanimljivo je da je ta državna medalja stigla u Metković nakon 26 godina, a tada ju je u Metković donio trener kluba Mijo Volarević.